# Montagne du Porc-Épic (berg i Kanada, lat 46,62, long -77,08)
Montagne du Porc-Épic är ett berg i Kanada.   Det ligger i provinsen Québec, i den sydöstra delen av landet, 170 km nordväst om huvudstaden Ottawa. Toppen på Montagne du Porc-Épic är 471 meter över havet, eller 43 meter över den omgivande terrängen. Bredden vid basen är 0,66 km.
Terrängen runt Montagne du Porc-Épic är huvudsakligen platt. Trakten runt Montagne du Porc-Épic är nära nog obefolkad, med mindre än två invånare per kvadratkilometer.. Det finns inga samhällen i närheten. 
I omgivningarna runt Montagne du Porc-Épic växer i huvudsak blandskog.